# نهر ريد الجليدي
نهر ريد الجليدي هو نهر جليدي يقع فوق جبل هود، ولاية أوريغون، الولايات المتحدة.